# Adolf J. Schwab
Adolf Josef Schwab (* 20. Juni 1937 in Mannheim) ist ein deutscher Elektrotechniker. Er ist Emeritus am Institut für Elektroenergiesysteme und Hochspannungstechnik am Karlsruher Institut für Technologie und leitet die „Prof. Schwab Consulting“.

## Leben
Adolf Josef Schwab studierte von 1957 bis 1961 Elektrotechnik an der Universität Karlsruhe. Nach seiner Promotion 1963 und einem Aufenthalt als Postdoctoral Fellow am MIT in den USA folgte 1972 die Habilitation. 1976 erhielt er einen Ruf als Professor an die Universität Darmstadt, 1978 an die Universität Dortmund. Seit 1980 ist er Ordentlicher Professor an der Universität Karlsruhe.
Von 1989 bis 1993 war Schwab Leiter des ABB Konzernforschungszentrums in Heidelberg. Heute betreibt er das Beratungsunternehmen „Prof. Schwab Consulting“, das in den Bereichen Elektrotechnik und Betriebswirtschaft tätig ist.
Schwab ist Autor von fünf Fachbüchern und Ehrendoktor der Universitäten Sankt Petersburg und Tomsk sowie Consulting Professor der Universität Xi’an. Er ist Mitglied des Verbandes der Elektrotechnik, Elektronik und Informationstechnik, Life-Fellow des IEEE, Past Chair des IEEE Ethik-Komitees und Junior Past Chairman der „IEEE Germany Section“.

## Schriften
- High-voltage Measurement Techniques. MIT Press, 1972, ISBN 0-262-19096-6.
- Hochspannungsmeßtechnik. Meßgeräte und Meßverfahren. 3. Auflage. Springer, Berlin 2011, ISBN 978-3-642-19881-6.
- Begriffswelt der Feldtheorie. Elektromagnetische Felder, Maxwellsche Gleichungen, Gradient, Rotation, Divergenz. 6. Auflage. Springer, Berlin 2002, ISBN 3-540-42018-5.
- Managementwissen für Ingenieure. Know-How für Berufseinstieg und Existenzgründung. 1. Auflage. Springer, Berlin 2010, ISBN 978-3-642-04487-8.
- Managementwissen für Ingenieure. Wie funktionieren Unternehmen? 5. Auflage. Springer, Berlin 2014, ISBN 978-3-642-41982-9.
- Elektroenergiesysteme. Erzeugung, Transport, Übertragung und Verteilung elektrischer Energie. 3. Auflage. Springer, Berlin 2012, ISBN 978-3-642-21957-3.
- Elektromagnetische Verträglichkeit. 6. Auflage. Springer, Berlin 2011, ISBN 978-3-540-42004-0.